# کل مواد جامد معلق
کل مواد جامد معلق، (به انگلیسی: Total suspended solids) (TSS) وزن خشک ذرات معلقی است که در نمونه ای از آب حل نمی‌شوند که می‌تواند توسط فیلتری که با استفاده از دستگاه فیلتراسیون معروف به بوته شیشه متخلخل تجزیه و تحلیل می‌شود، به دام بیفتد. کل مواد جامد محلول یک پارامتر کیفیت آب است که برای ارزیابی کیفیت یک نمونه از هر نوع آب یا مایع آبی، به عنوان مثال آب اقیانوس، یا فاضلاب پس از تصفیه در یک تصفیه خانه فاضلاب استفاده می‌شود. در قانون آب پاک ایالات متحده به عنوان یک آلاینده معمولی ذکر شده است. کل مواد جامد محلول پارامتر دیگری است که از طریق تجزیه و تحلیل جداگانه به دست می‌آید که همچنین برای تعیین کیفیت آب بر اساس کل موادی که به‌طور کامل در آب حل شده‌اند به جای ذرات معلق حل نشده استفاده می‌شود.
کل مواد جامد معلق (TSS) همچنین با استفاده از اصطلاحات کل مواد معلق (TSM) و ذرات معلق (SPM) نیز بیان می‌شود. هر سه عبارت یک اندازه‌گیری اساسی را توصیف می‌کنند. TSS قبلاً باقیمانده غیرقابل فیلتر (NFR) نیز نامیده می‌شد، اما به دلیل ابهام در سایر رشته‌های علمی به TSS تغییر یافت.